# بادن الجنوبية
بادن الجنوبية (بالألمانية:  Südbaden)، شُكّلت في ديسمبر 1945 من النصف الجنوبي من جمهورية بادن، إحدى تقسيمات منطقة الاحتلال الفرنسي بعد الحرب العالمية الثانية. تم تغيير اسم الولاية في وقت لاحق إلى بادن، وأصبحت ولاية تابعة لجمهورية ألمانيا الاتحادية (ألمانيا الغربية، ألمانيا في الوقت الحالي) في عام 1949. أصبحت بادن عام 1952 جزءا من الدولة الألمانية الحديثة بادن-فورتمبيرغ.